# Эгиди, Эмми фон
Луиза Шарлотта Александрин Эмма фон Эгиди (нем. Emmy von Egidy; 5 апреля 1872, Пирна — 1 декабря 1946, Веймар) — немецкая писательница и скульптор.

## Биография
Родилась в семье политика и писателя Кристофа Морица фон Эгиди и его жены Луизы, урожденной фон Гетц. Сестра Мориса фон Эгиди (1870—1937), военно-морского офицера.
На заре современного декоративно-прикладного искусства в Мюнхене. В 1904 году представила свои работы на Большой художественной выставке в Дрездене
Автор женских романов и произведений о проблемах брака.

## Проза
- Marie-Elisa. Roman. Pierson Verlag, Dresden 1898.
- Mensch unter Menschen. Roman. Pierson Verlag, Dresden 1900.
- Ilse Bleiders. Roman. S. Fischer Verlag, Berlin 1902.
- Erschwiegen. Roman. Pierson Verlag, Dresden 1903.
- Liebe, die enden konnte. Roman. S. Fischer Verlag, Berlin 1907.
- Im Moderschlößchen. Roman. S. Fischer Verlag, Berlin 1909.
- Die Prinzessin vom Monde. Zwei Novellen. S. Fischer Verlag, Berlin 1911.
- Mathias Werner. Roman. S., Fischer Verlag, Berlin 1913.